# Marjan Dovjak
Marjan Dovjak, slovenski slikar, *  25. marec 1928, Kozarje pri Ljubljani, † 8. avgust, 1971, Brusova grapa v  Trnovskem gozdu.

## Življenje in delo
Diplomiral je leta 1950 na ljubljanski Akademiji za likovno umetnost in do 1952 nadaljeval študij na specialki za slikarstvo pri profesorju Gabrijelu Stupici ter se 1961 izpopolnjeval na slikarski šoli A. Lhota v Parizu. Slikal je motive iz vsakdanjega življenja, tihožitja in krajine. V začetku je slikal v duhu povojnega barvnega realizma, koncem pedesetih let 20. stoletja pa je ob upadanju realističnih prvin pričela v njegovem slikarstvu naraščati svobodnejša stilizacija figure, njena barvitost in razporeditve na površini. Pod Lhotovim  vplivom je razvil osebno različico kubično členjenih oblik in v šestdesetih letih slikal interierne in eksterierne prizore s figurami in predmeti v novih prostorskih projekcijah. V zadnjih letih pa je njegov upodobitvei svet zaživel kot kolaž igrivih, ploskovno transporniranih elementov. Ukvarjal se je tudi s stenskim slikarstvom in deloval kot likovni pedagog.. Leta 1971 je prejel Župančičevo nagrado.